# 乃蠻真
乃蠻真皇后（?—?），蒙古帝国人物。
乃蠻真氏，名字不详。大蒙古国大汗贵由（元定宗）的后妃（可敦、哈屯，汉译皇后），其所守斡儿朵未详。没有生下子女。《元史》和《新元史》没有记载。其母昭慈皇后乃马真氏的妹妹，应是贵由的姨母。